# Toshiko Fujita
 (décembre 2018).
Si vous disposez d'ouvrages ou d'articles de référence ou si vous connaissez des sites web de qualité traitant du thème abordé ici, merci de compléter l'article en donnant les références utiles à sa vérifiabilité et en les liant à la section « Notes et références ».
Pour les articles homonymes, voir Fujita.
Toshiko Fujita (藤田 淑子, Fujita Toshiko), née le 5 avril 1950 à Dalian en Chine et morte le 28 décembre 2018, est une actrice japonaise, spécialisée dans le doublage.

## Biographie
Depuis l'âge de 6 ans, Toshiko Fujita a travaillé comme enfant à la radio et à la télévision et possède une vaste gamme de domaines artistiques, notamment ceux d'actrice, de chanteuse et de comédien. Le drame télévisé de 1968 Summer Wakare est apparu comme le plus jeune disque mettant en vedette Dao Dora jusqu'à ce que Hirose Alice de Saisir la lumière de demain soit mise à jour. En outre, il existe également des cas où elle interprète la chanson thème de l'anime, etc. chante en relation avec l'expérience d'activité en tant que chanteur populaire. Elle était affilée à l'agence japonaise Watanabe Entertainment.
Elle fut la voix nippone de plusieurs actrices hollywoodiennes, en particulier Goldie Horn et Susan Sarandon.
En 1984, elle a reçu le 1er Grand Prix du Japon Anime " Meilleur prix de la section d'acteur de voix ".
Bien que son activité ait été interrompue en raison de sa mauvaise condition physique au cours de ses dernières années, il a été annoncé sur le site officiel de son agence, Aoni Production que le 28 décembre 2018, Toshiko Fujita était décédée des suites d'un cancer du sein invasif à l'age de 68 ans.

## Rôles notables
- Zofis dans Zatch Bell
- Shashi-oh dans RG Veda
- Rally Cheyenne dans Silent Möbius
- Hilda dans Outlaw Star
- Taichi "Tai" Kamiya dans Digimon
- Kiteretsu dans Kiteretsu Daihyakka
- Dai dans Dragon Quest
- Eris dans Saint Seiya : Jasshin Eris
- Big Mom dans One Piece (Arc de l'Île des Hommes-Poissons)